# ChME5型柴油机车
ChME5型柴油机车（俄語：ЧМЭ5）是捷克斯洛伐克ČKD公司设计制造的一种调车用柴油机车。1950年代起，按经济互助委员会的分工，苏联向东欧国家出口干线柴油机车，而从捷克斯洛伐克进口电力传动调车柴油机车和客运电力机车，ChME5型机车为其中之一。
ChME5型柴油机车是继TEM7型柴油机车之后，苏联第二种单机八轴调车柴油机车。机车走行部结构与TEM7型机车基本相同，采用了两台中间构架式四轴转向架，每台四轴转向架由两台二轴转向架、一个中间构架组成，二轴转向架采用外吊杆与中间构架相连，车体上部全部重量通过8个滚柱旁承和二系弹簧悬挂装置，将载荷均匀地分配在前后两台四轴转向架上。二轴转向架通过用低位斜牵引拉杆机构向中间构架传递牵引力或制动力，再由中间构架通过长颈中心销向车体传递牵引力。

## 参看
- ChME2型柴油机车
- TEM7型柴油机车